# Bataille de Nompatelize
Guerre franco-allemande de 1870
Batailles
- Chronologie de la guerre franco-prussienne de 1870
- Sarrebruck (08-1870)
- Wissembourg (08-1870)
- Forbach-Spicheren (08-1870)
- Wœrth (08-1870)
- Bitche (08-1870)
- Phalsbourg (08-1870)
- Borny-Colombey (08-1870)
- Strasbourg (08-1870)
- Mars-la-Tour (08-1870)
- Toul (08-1870)
- Gravelotte (08-1870)
- Metz (08-1870)
- Nouart (08-1870)
- Beaumont (08-1870)
- Noisseville (08-1870)
- Sedan (08-1870)
- Montmédy (09-1870)
- Soissons (09-1870)
- Siège de Paris et chronologie du siège (09-1870)
- Nompatelize (10-1870)
- Bellevue (10-1870)
- Châtillon (10-1870
- Châteaudun (10-1870)
- Buzenval (10-1870)
- Bourget (10-1870)
- Dijon (10-1870)
- Belfort (11-1870)
- La Fère (11-1870)
- Langres (11-1870)
- Bouvet et Meteor (navale) (11-1870)
- Coulmiers (11-1870)
- Thionville (11-1870)
- Châtillon-sur-Seine (11-1870)
- Villers-Bretonneux (11-1870)
- Beaune-la-Rolande (11-1870)
- Champigny (11-1870)
- Orléans (12-1870)
- Loigny (12-1870)
- Châteauneuf (12-1870)
- Beaugency (12-1870)
- Longeau (12-1870)
- l’Hallue (12-1870)
- Siège de Péronne (1871)
- Bapaume (01-1871)
- Villersexel (01-1871)
- Le Mans (01-1871)
- Héricourt (01-1871)
- Saint-Quentin (01-1871)
- Buzenval (01-1871)

La bataille de Nompatelize, également appelée bataille de La Bourgonce , s'est déroulée le 6 octobre 1870 lors de la guerre franco-prussienne, en rive gauche de la Meurthe, dans le département des Vosges entre les villages de Nompatelize, La Bourgonce et de Saint-Michel-sur-Meurthe, en avant des cols de la Chipotte et du Haut du Bois.

## Contexte, et préliminaires
Le 2 septembre 1870, l'armée impériale vaincue à Sedan capitule sans conditions, l'empereur Napoléon III est fait prisonnier. À Paris, le 4 septembre la République est proclamée et un Gouvernement de Défense nationale constitué. Au 15 septembre 1870, l'ennemi n'a pas encore paru dans les montagnes vosgiennes, les grandes batailles se sont livrées en Alsace et en Lorraine du Nord. Arrivent dans les Vosges des volontaires, des mobiles, des Francs-tireurs, des évadés, soldats de l'ex armée impériale. Le général Cambriels est chargé d'organiser une armée avec tous ces éléments disparates.
Quelques coups de main sont envisagés ; gêner les arrières de l'armée ennemie, couper ses lignes de communications et notamment de faire sauter le tunnel de Lutzelbourg où passe la ligne de chemin de fer Strasbourg - Paris et qui est restée intacte ; oubli impardonnable de la part de Mac Mahon lors de la retraite. 
Au début de la 2e quinzaine de septembre, des forces françaises se trouvent réunies à Raon-l'Étape et ses environs.
Le 23 septembre 1870 un premier accrochage a lieu avec un détachement français envoyé en reconnaissance depuis le secteur Badonviller - Cirey-sur-Vezouze, par Pierre-Percée vers la vallée de la Plaine. Pendant quatre heures, un combat va opposer les mobiles de la Meurthe et des francs-tireurs de Neuilly à une colonne prussienne autour de la scierie Lajus. Un monument près de la scierie, ainsi qu'une stèle placée commémorent ce combat. Les Allemands se replient ; les Français ont quatre hommes tués : Jean Baptiste Boudot de Pierre-Percée, Victor Mentrel de Baccarat, Victor Histre de Merviller, Hippolyte Sauzer de Pexonne et trois blessés.
Le 27 septembre 1870, des forces allemandes de la 2e brigade de l'armée badoise arrivent de Baccarat vers Raon-l'Étape et canonnent cette ville ; la résistance s'organise avec les mobiles et les francs-tireurs de Colmar ainsi qu'avec des habitants qui dressent des barricades. Les Allemands se retirent en fin d'après-midi. En tout 52 obus sont tombés sur la ville ne causant que des dégâts matériels.
Ce même jour arrive dans la ville le commandant Perrin, officier d'artillerie chargé de prendre le commandement de toutes les forces françaises présentes. Il organise des travaux de défense, notamment des tranchées. La nuit du 2 au 3 octobre, une expédition est tentée sur Azerailles, là où des incursions allemandes ont été signalées, mais les troupes s'égarent durant la marche d'approche ; l'affaire tourne court.
Les troupes badoises que rend disponibles la reddition de Strasbourg le 27 septembre se déploient néanmoins dans la région.
Dans la nuit du 3 au 4 octobre, dans une grande confusion, le commandant Perrin à la tête des mobiles et franc-tireurs quittent la ville, par la rive gauche de la Meurthe et gagnent Étival puis le plateau de Saint-Remy, La Salle, La Bourgonce. Ils y rejoignent les troupes hétéroclites que le Général Dupré a rassemblées en toute hâte au terme de 48 heures de trajet en train et une cinquantaine de kilomètres de marche de nuit.
Sur ce plateau ils vont se heurter à l'avant-garde du 14e corps d'armée de la coalition allemande dirigé par le général von Werder.

## Forces en présence

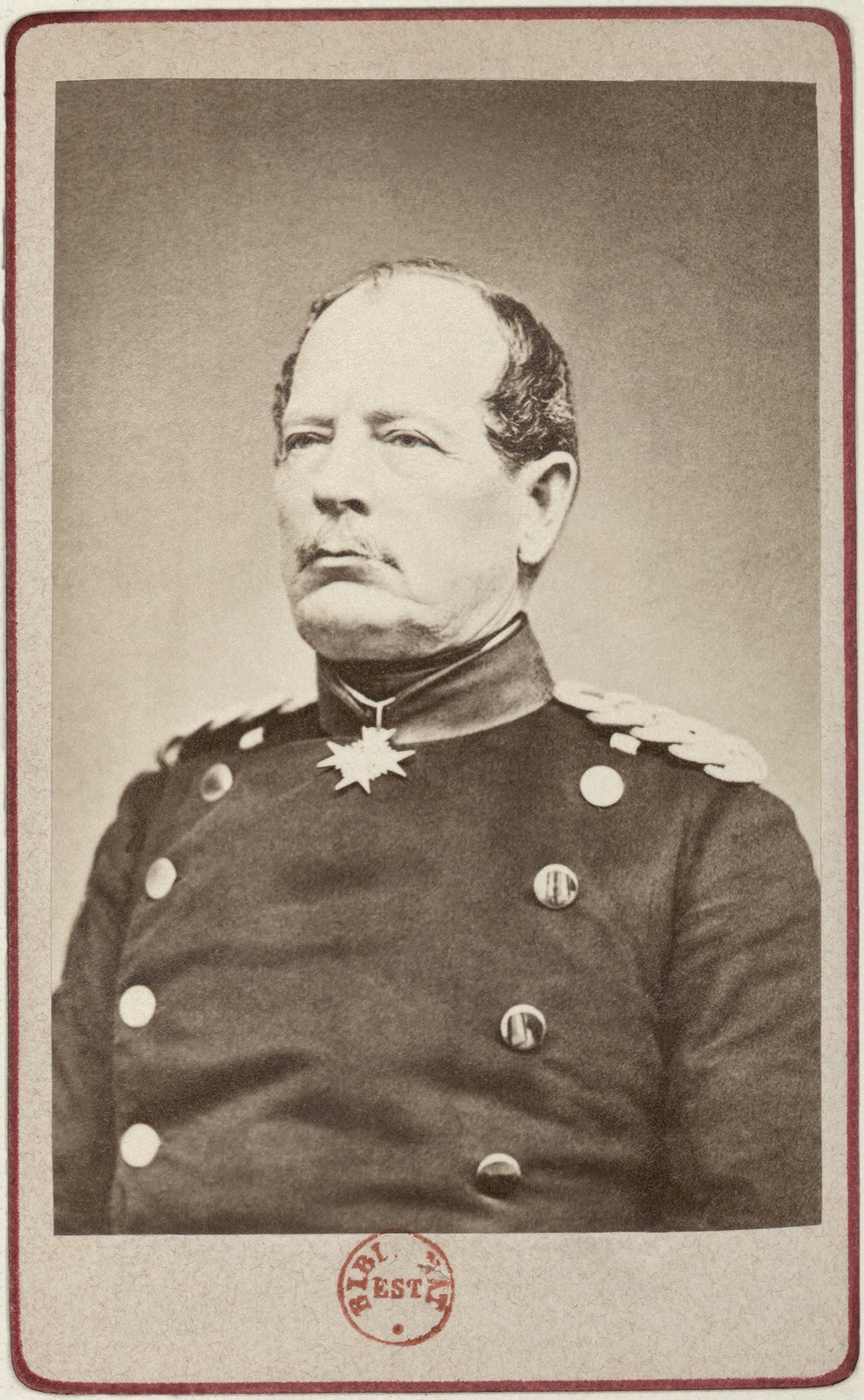
Général August von Werder.

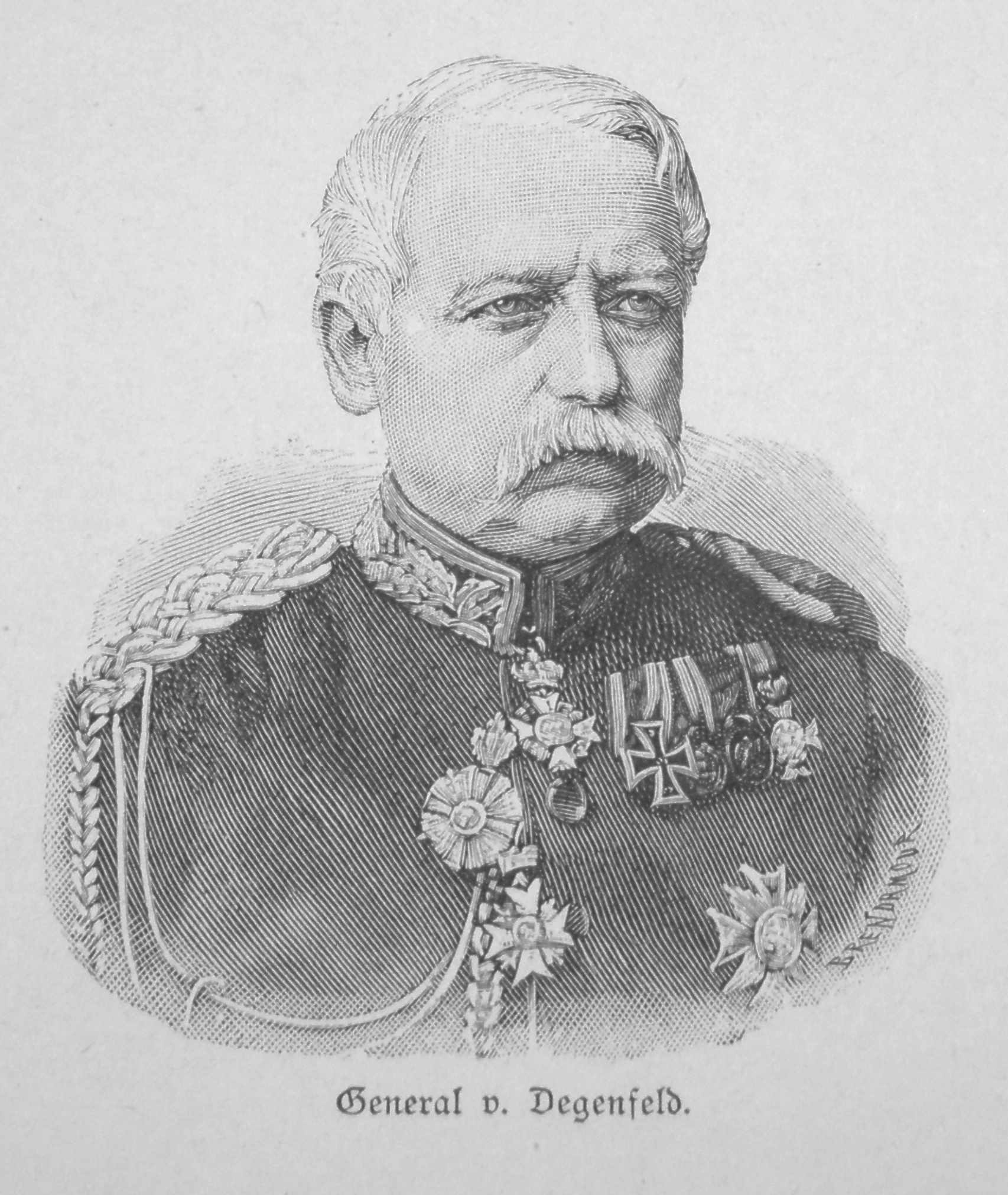
Général von Degenfeld.

### Forces françaises
- Brigade d'infanterie du général Dupré :
  - 32e régiment de marche - lieutenant-colonel Hocédé - 3 600 hommes[3]
    - 3 bataillons

  - 34e régiment de mobiles des Deux-Sèvres - lieutenant-colonel Rouget - 3 500 hommes[3]
    - 3 bataillons

  - 18e batterie du 14e régiment d'artillerie - capitaine Delahaye
    - 6 pièces de 4[N 1], 150 hommes[3]

  - 2e bataillon de la Garde nationale mobile de la Meurthe - commandant Brisac - 570 hommes
  - 3e bataillon de la Garde nationale mobile des Vosges - lieutenant-colonel Dyonnet - 1 300 hommes

- Francs-tireurs - 330 hommes :
  - Francs-tireurs de Neuilly-sur-Seine,
  - Francs-tireurs de Colmar,
  - Francs-tireurs du Rhône,
  - Francs-tireurs de Lamarche

### Forces allemandes
- Brigade du général-major Alfred von Degenfeld (détachée de la division badoise) :
  - 3e régiment d'infanterie[4]
    - 3 bataillons

  - 6e régiment d'infanterie[4]
    - 1 bataillon

  - Régiment de grenadiers du Corps (de)[4]
    - 1 bataillon de fusiliers, 1 bataillon de grenadiers

  - 2 escadrons et demi du 1er régiment de dragons (de)[4]
  - 1 batterie d'artillerie lourde
  - 1 batterie d'artillerie légère (6 pièces)

## Déroulement de la bataille

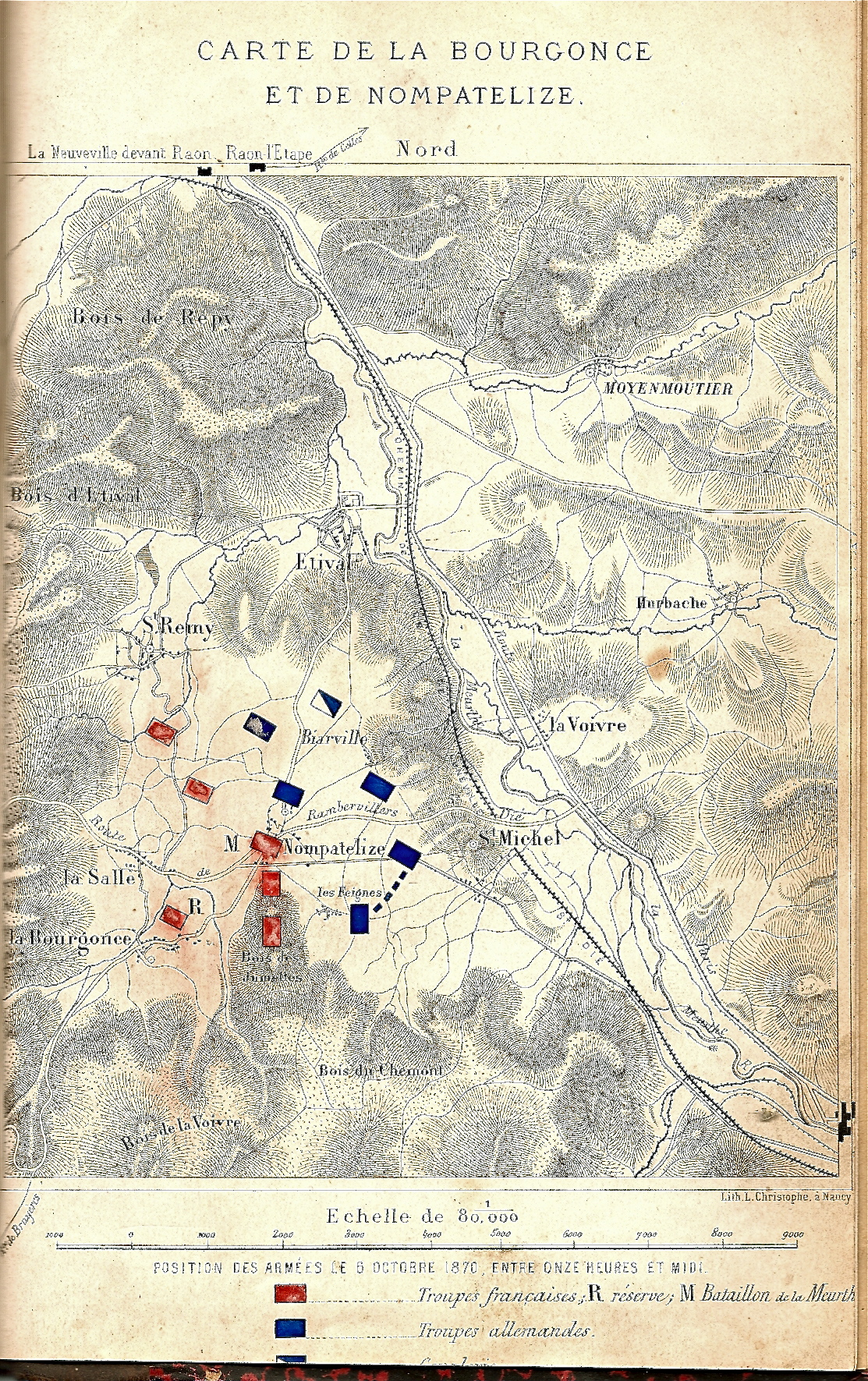
Carte du champ de bataille.

Le terrain où va se dérouler la bataille est un plateau, vaste amphithéâtre, bordé au nord par le massif du Repy, au sud par le massif de la Madeleine. Il est fermé à l'ouest par les hauteurs de la forêt de Rambervillers que deux cols permettent de franchir : les cols du Haut du Bois et de Mon Repos. Le cours de la Meurthe borde l'est de ce territoire.
- 6h30 à 9h30 : déploiement de la ligne française, sur près de 6 km, du village de Saint-Remy au hameau des Feignes, par le Han, la Valdange, Nompatelize. Une demi-batterie d'artillerie est au pied du Petit-Jumeau, l'autre à la sortie Est du village de La Bourgonce.
- 9h30 à 11h30 : déploiement et attaque des troupes allemandes. Un bataillon de fusiliers (du 6e régiment) sur Nompatelize, un bataillon du 3e régiment sur Biarville et le hameau des Feignes. Deux pièces d'artillerie tirent sur Nompatelize, incendiant des maisons. Les Badois avancent par échelons. L'échelon de droite attaque le 2e bataillon des Deux-Sèvres, celui de droite attaque les mobiles de la Meurthe, ainsi que plusieurs compagnies du 32e de marche. Les Français résistent, bloquant l'offensive, et entament même un mouvement en avant.
- 11h30 à 13h00 : combats à l'issue incertaine. 
  - le général badois Alfred Ludwig von Degenfeld décide de faire passer des renforts en rive gauche de la Meurthe [N 2] , provenant de la colonne qui se trouvait toujours sur la rive droite, et également quatre pièces d'artillerie lourde qui viennent s'installer sur une hauteur à l'ouest de Biarville.
  - les Badois, pris sous le feu violent des francs-tireurs et des mobiles vosgiens, ne peuvent déboucher du hameau des Feignes.
  - au centre, vers 12h00, les Français inférieurs en nombre, accablés par l'artillerie, cèdent et abandonnent le village de Nompatelize en flammes. À gauche du côté d'Étival, trois compagnies[N 3] s'emparent de Saint-Remy, malgré une farouche résistance des francs-tireurs de Lamarche et de Neuilly. Le combat continue avec les troupes françaises qui occupent les bois de Saint-Benoît et du Han, amenant les Badois à reculer et occuper La Salle.
- 13h00 à 16h00 : recul de la ligne française.
  - Le général Dupré se met à tête de la réserve[N 4] et tente de reprendre Nompatelize, centre du dispositif. Le lieutenant-colonel Hocédé et le commandant Vitte sont tués. À gauche, les mobiles des Deux-Sèvres se débandent, le colonel Rouget et le commandant Perrin arrivent à arrêter leurs troupes qui continuent néanmoins à reculer[2].
  - 14h00, des renforts allemands arrivent à nouveau : cavalerie, artillerie et infanterie.

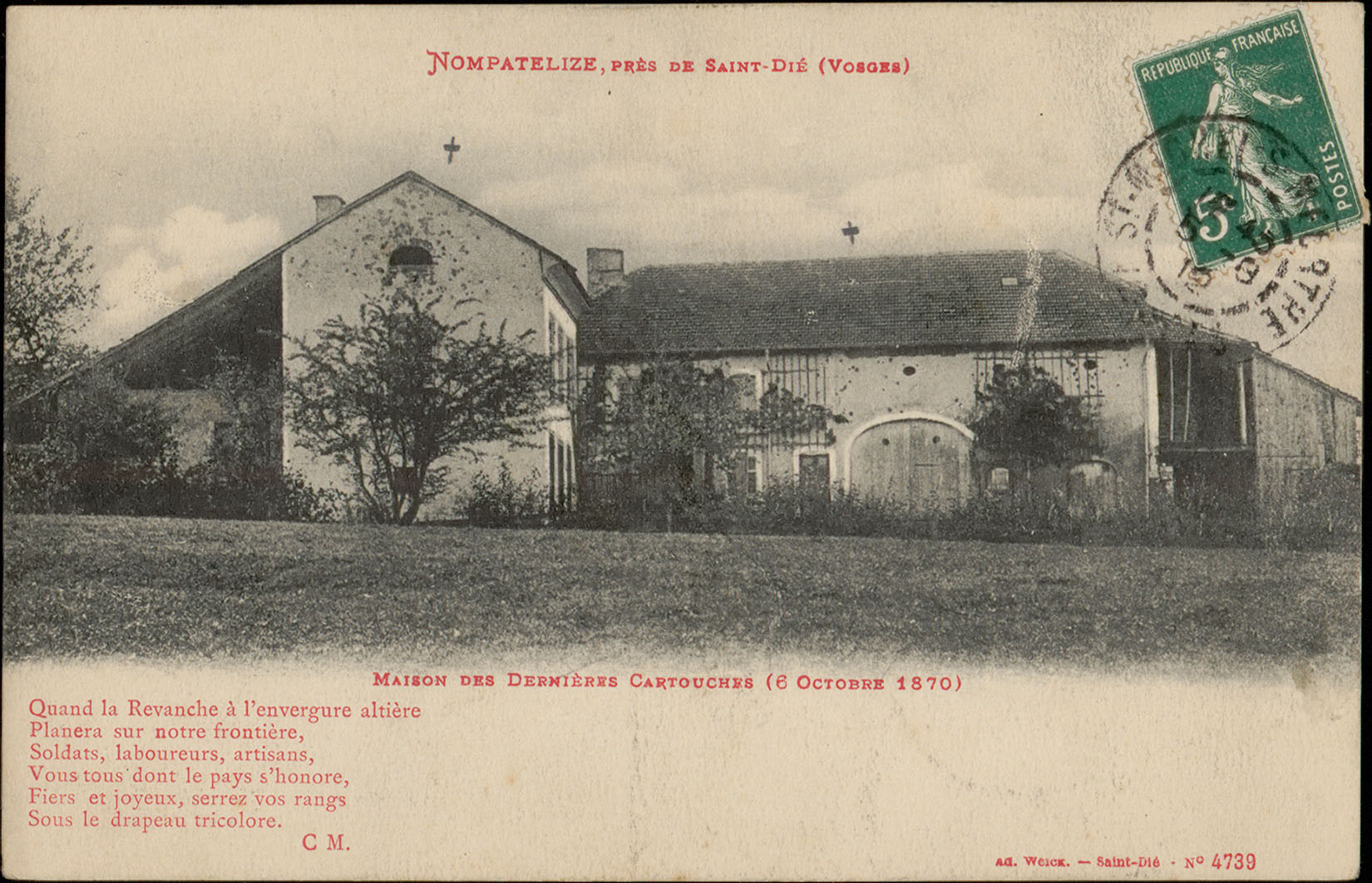
Maison des dernières cartouches (6 octobre 1870) - fonds photographique Ad. Weick.

- - 15h00, trois compagnies de grenadiers du corps débouchent à l'ouest de Nompatelize et se dirigent sur le village de La Salle. L'aile gauche française, débordée et disloquée par l'artillerie, se replie sur La Bourgonce. Le général Dupré est blessé par une balle qui lui traverse le cou. Au centre, le 3e régiment badois avance méthodiquement vers les Jumeaux[N 5], les Français manquent de munitions, la lutte continue à l'arme blanche dans les sous-bois. L'ennemi finit par se rendre maître du secteur et arrive dans le dos des derniers défenseurs de Nompatelize qui doivent se rendre.
- 17h00 : retraite française

La retraite devient déroute, malgré les combats qui continuent sur le Petit Jumeau. Toutes les troupes françaises retraitent de La Bourgonce et, par le col de Mon Repos, gagnent la vallée des Rouges-Eaux puis rejoignent Bruyères. L'ennemi, épuisé, ne mène pas de poursuite et bivouaque en retrait à l'est de La Bourgonce, incendiant un grand nombre de maisons dans les villages occupés.

## Bilan
Les chiffres varient énormément suivant les sources ; apparemment sous-estimés côté allemand, certains ouvrages[réf. nécessaire] donnent le chiffre de 2 000.
- Pertes françaises :
  - 300 tués
  - 500 blessés
  - 588 prisonniers dont 6 officiers
- Pertes allemandes :
  - 436 hommes tués, blessés, disparus.

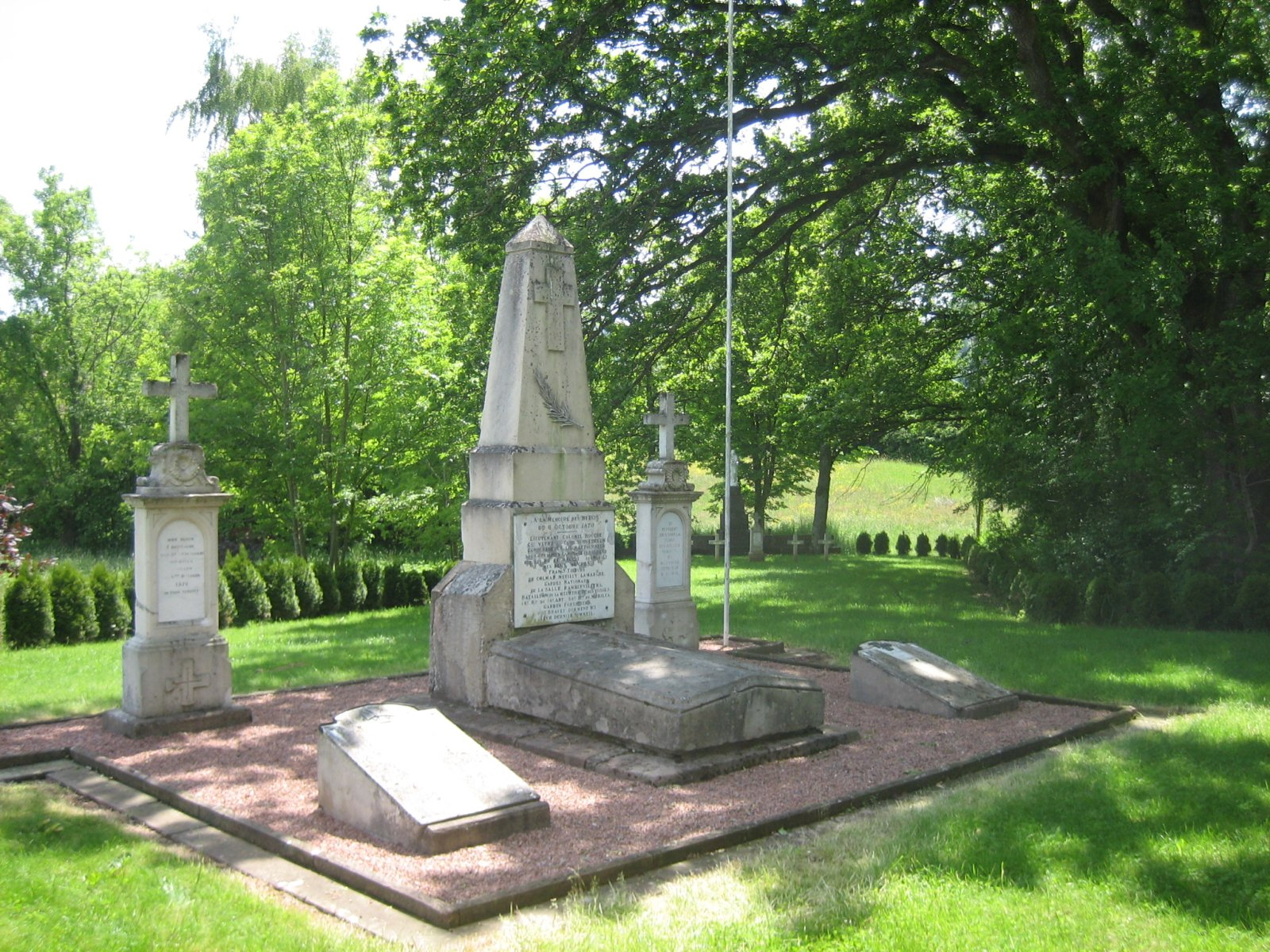
Monument aux morts de 1870 à Nompatelize.
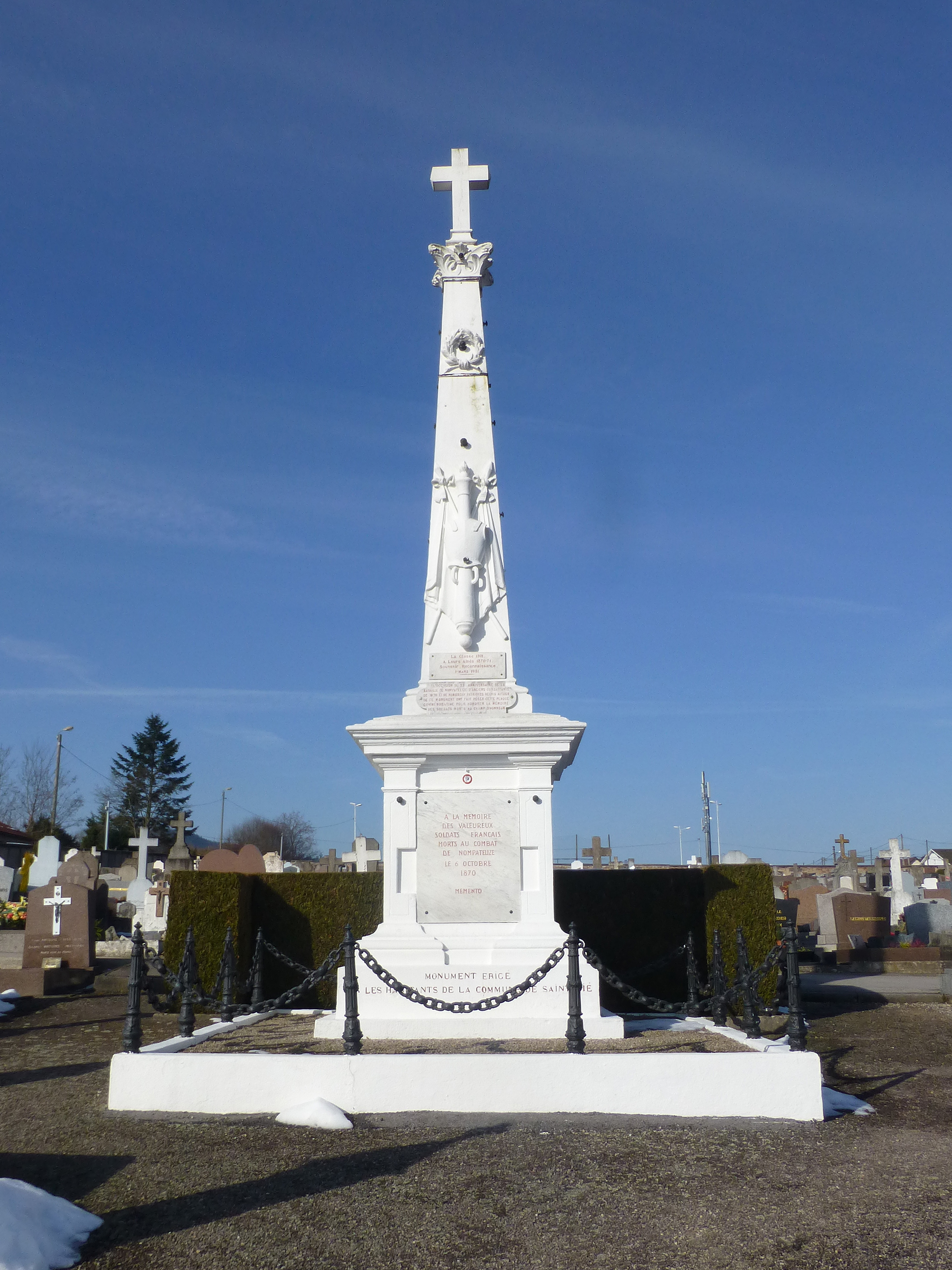
Monument aux morts de la bataille de Nompatelize au cimetière rive droite de Saint-Dié-des Vosges.

## Épilogue
Apprenant ce revers, le général Cambriels ordonne l'évacuation militaire de tout le département des Vosges. Commence alors pour les troupes locales une retraite vers Remiremont, Plombières-les-Bains, Lure et Besançon. Les mobiles vosgiens et bas-alpins tenteront vainement, à Cussey, d'interdire le passage des ponts de l'Ognon ouvrant le route de Dijon.